# Albert von Ploetz (Politiker, 1803)
Friedrich Wilhelm Albert von Ploetz (* 18. Juli 1803 in Klein Weckow, Kreis Cammin; † 3. März 1876 in Groß Weckow, Kreis Cammin) war preußischer Gutsbesitzer, Landrat und Politiker.

## Leben

### Herkunft
Er entstammte dem  alten pommerschen Adelsgeschlecht Ploetz, das mit Roloff de Plocech im Jahre 1290 nach dem Verkauf von Lüdershagen an die Stadt Stralsund aus dem Fürstentum Rügen nach Hinterpommern kam.

### Werdegang
Ploetz war Gutsherr auf Groß Weckow, Schinchow, Gnageland, Deuthin und Kirsteinsdorf. Er stiftete den Fideikommiss Groß Weckow mit Schinchow sowie den Fideikommiss Deuthin. 
Ploetz begann als Richter am Stadtgericht von Frankfurt (Oder), ging dann an ein Gericht in Stettin, erhielt den Titel „Geheimer Justizrat“ und schied 1842 aus dem Justizdienst. Anschließend bewirtschaftete er seine Güter und war von 1842 bis 1848 Landrat des Kreises Cammin. Er wurde 1854 Rechtsritter des Johanniterordens.
Ab 1850 war er Mitglied der Ersten Kammer und ab 1854 des Preußischen Herrenhauses. In das Preußische Herrenhaus gelangte er auf Präsentation des alten und des befestigten Grundbesitzes im Landschaftsbezirk Cammin und Hinterpommern. Er war zeitweilig Vorsitzender seiner Fraktion (Rechtes Centrum) und 1872/1873 Erster Vizepräsident  des Herrenhauses. Er war einer der führenden konservativen Politiker.

### Familie
Ploetz heiratete am 8. Oktober 1833 auf Gut Groß-Weckow Alexandrine von Berg (* 12. Mai 1813; † 3. Dezember 1859 auf Gut Groß-Weckow), die Tochter des Gutsbesitzers Carl von Berg, Gutsherr auf Cartlow, Schinchow und Groß-Weckow, und der Christine von Owstin (Haus Jamitzow). Ältester Sohn aus dieser Ehe war der preußische Gutsbesitzer und Landschaftsdirektor Paul von Ploetz (1839–1915). Auch der Oberstleutnant Adalbert von Ploetz, Kommandeur des 1. Garde-Ulanen-Regiments in Potsdam, war sein Sohn.